# 水田航生
水田 航生（みずた こうき、1990年12月20日 - ）は、日本の俳優。
大阪府大阪市出身、アミューズ所属。

## 来歴
- 月刊『De-View』とアミューズがコラボレーションし、2005年に行った男性限定のオーディション「第1回アミューズ王子様オーディション」でグランプリを受賞[5]。

## 人物
- 『ミュージカル テニスの王子様』の忍足謙也役に初めて扮した時、あるスタッフから「外国人の男の子みたい」「トムっぽい」と言われたことがきっかけで、「トム」が愛称となった[6]。
- 好きなアーティストはMr.Children、福山雅治[7]。
- 好きな俳優は江口洋介、福山雅治。
- 「人を喜ばせる事ができる職業であり、それが素敵だ」と思ったのが、俳優になろうと思ったきっかけである[8]。
- 航生という名前の由来は「大海原（航）に一人投げ出されても生きていけるように」というもの[7]

## 出演

### テレビドラマ
- 恋する日曜日 第3シーズン第11話（2007年3月17日、BS-i） - 志村圭介 役
- ザ・休み時間（2008年5月 - 、ディズニーチャンネル） - 悠太 役
- サラリーマン金太郎 第9話（2008年12月5日、テレビ朝日） - 健一 役
- 東京少女ユ・ソルア 第4話「西北西少女」（2009年3月28日、BS-i）
- 恋する星座 第10話「荒井砂月・山羊座の恋」（2009年6月11日、TBSオリジナルネットドラマ） - 旭 役
- あり得ない! 第3話「運命っぽい恋」（2010年1月27日、毎日放送） - 磯崎整 役
- 恋チョコ 「甘男子〜あまだん〜アナザーストーリー　メロドラマ編」 （2011年2月14日、BS-TBS） - 一之瀬広海 役
- サイン 第8話（2011年3月9日、毎日放送） - 翔 役
- バラ色の聖戦 最終話（2011年10月9日、テレビ朝日） - 三木雄一郎（15年後） 役[9]
- 祝女〜shukujo〜 Season 3 第6回「自由な女」（2011年11月26日、NHK）[10]
- 忠臣蔵〜その義その愛 （2012年1月2日、テレビ東京）[10]
- となりの美男＜イケメン＞（2013年1月7日 - 2月26日、tvN） - 渡辺リュウ 役
- 金田一少年の事件簿 香港九龍財宝殺人事件（2013年1月12日、日本テレビ） - 佐久間猛 役
- 刑事のまなざし 第8話 「傷痕」（2013年11月25日、TBS）
- カノジョは嘘を愛しすぎてる サイドストーリー 〜ボクとカノジョが出会う前の物語〜（2013年12月9日 - 20日、フジテレビ） - 大野薫 役
- アオイホノオ 第11話 （2014年9月27日、テレビ東京）
- さよなら私 （2014年10月14日 - 12月9日、NHK） - 山崎遼太 役
- 連続ドラマW 翳りゆく夏 第1話（2015年1月18日、WOWOW）- 新川卓 役
- 学校のカイダン 第9話 （2015年3月7日、日本テレビ）
- 最高のオヤコ（2016年1月10日、毎日放送） - ケンちゃん 役
- 勇者ヨシヒコと導かれし七人 第3話（2016年10月21日、テレビ東京） - バルフロア 役
- クズの本懐（2017年1月19日 - 4月6日、フジテレビ） - 鐘井鳴海 役
- サヨナラ、えなりくん 第5話（2017年5月29日、テレビ朝日） - 谷村 役
- ファイブ（2017年7月4日 - 8月21日、フジテレビ）- 中込充 役
- 連続テレビ小説 ひよっこ 第99回・100回（2017年7月26日・27日、NHK） - 武本（東京中央テレビジョン「夜のきまぐれショー」のアシスタントプロデューサー） 役
- 脳にスマホが埋められた! 第4話（2017年7月27日、日本テレビ） - 森脇 役
- 山本周五郎時代劇 武士の魂 第12話 「失蝶記」（2017年9月12日、BSジャパン） - 谷川主計 役（主演）[11]
- 月曜プレミア8「今野敏サスペンス 警視庁臨海署安積班」（2021年2月8日、テレビ東京 ほか） - 黒木和也 役

### 映画
- カノジョは嘘を愛しすぎてる（2013年12月14日公開、東宝） - 大野薫 役
- 太陽（2016年4月23日公開）- 佐々木拓海 役
- Amuse Presents SUPER HANDSOME LIVE 2022 “ROCK YOU! ROCK ME!!”（2023年5月公開予定、ライブ・ビューイング / 松竹）[12]

### 舞台
- 少年陰陽師 ＜歌絵巻＞ －この少年、晴明の後継につき－（2007年10月） - 六合 役
- ミュージカル『テニスの王子様』 - 忍足謙也（Bキャスト）役
  - The Treasure Match 四天宝寺 feat. 氷帝（2009年2月 - 3月）
  - Dream Live 6th（2009年5月）
  - The Final Match 立海 first feat. 四天宝寺（2009年7月 - 10月）
  - Dream Live 7th（2010年5月）
- クロックガールズ 第3回公演「死んでも言っちゃいけない、10のこと」（2009年11月） - 武田遥斗 役
- “STRAYDOG”spirit's「心は孤独なアトム」（2010年1月） - 松永 役
- BLACK PEARL（2010年4月） - ダスティン・郷田・チャンドラー 役
- ミュージカル『冒険者たち』－ガンバとその仲間たち－（2010年6月） - マンプク 役
- BLACK&WHITE－悪魔のテンシ 天使のアクマ－（2010年8月 - 9月） - 天使リーダー、他 役
- 夜想曲(ノクターン) 「GOLD」（2010年11月） - 青海天 役
- 森永チョコレート「カレ・ド・ショコラ」Presents 「甘男子〜あまだん〜」（2010年12月） - 一之瀬広海 役
- 「タンブリング」vol.2（2011年5月 - 7月） - 月野孔太 役
- 冒険絵本 PINOCCHIO －ピノキオ－（2011年8月） - ピノキオ／木田武雄 役[13]
- Mystic Topaz（2011年10月） - 八兵衛 役[14]
- 地球ゴージャスプロデュース公演 Vol.12 「海盗セブン」（2012年3月 - 5月） - スマート 役[15]
- ミュージカル 「ドリームハイ」（2012年7月） - チン・グク 役
- JEWELRY HOTEL（2012年7月21日） - 日替わりゲスト
- 「タンブリング」vol.3（2012年8月9日） - 日替わりゲスト
- ミュージカル『ロミオ&ジュリエット』（2013年9月 - 10月） - マーキューシオ 役
- 金閣寺- The Temple of the GoldenPavilion-（2014年4月） - 鶴川 役
- ミュージカル「オーシャンズ11」（2014年6月 - 11月） - リヴィングストン 役
- 「タンブリング FINAL」（2014年7月19日） - 日替わりゲスト
- VAMP 〜魔性のダンサー ローラ・モンテス〜（2014年8月 - 9月） - トーマス・ジェームズ 役
- マーキュリー・ファー　Mercury Fur（2015年2月 - 3月）- ナズ 役
- ミュージカル 「サンセット大通り」（2015年7月 - 8月） - アーティ・グリーン 役
- 現代能楽集VIII『道玄坂綺譚』（2015年11月8日 - 21日）[16]
- ニューミュージカル「JAM TOWN/ジャム タウン」（2016年1月） - JJ 役
- エドウィン・ドルードの謎（2016年4月、シアタークリエ） - ネヴィル・ランドレス 役
- ミュージカル『マイ・フェア・レディ』（2016年7月 - 8月） - フレディ 役
- 音楽劇『ダニー・ボーイズ 〜いつも笑顔で歌を〜』（2016年10月 - 11月、東京国際フォーラムホールC、新歌舞伎座） - 田上英喜 役[17]
- 「お勢登場」（2017年2月、シアタートラム）
- 「Glorious!（グローリアス！）」（2017年8月 - 9月、DDD青山クロスシアター）- コズメ・マクムーン 役
- 「スマートモテリーマン講座 2017」（2017年11月 - 12月、かめありリリオホール他）- 小泉 役
- ダイワハウスSpecial 地球ゴージャスプロデュース公演Vol.15「ZEROTOPIA」 （2018年4月 - 7月、TBS赤坂ACTシアター他）- ロンデビュー、エコー、医者 役
- 「ゲゲゲの先生へ」（2018年10月 - 11月、東京芸術劇場他）- 忠、庶民、警備員 役
- ミュージカル「ナターシャ・ピエール・アンド・ザ・グレート・コメット・オブ・1812」（2019年1月、東京芸術劇場）- ドロホフ 役
- 朗読劇 私の頭の中の消しゴム - 浩介 役
  - 11th letter（2019年6月、よみうり大手町ホール）
  - 12th Letter（2021年5月1日、オンライン配信）[18]
  - 13th letter（2022年7月30日・31日、よみうり大手町ホール）[19]
- ミュージカル「REEFER MADNESS」（2019年7月、新宿村LIVE）- ジミー 役
- ミュージカル「怪人と探偵」（2019年9月 - 10月、KAAT神奈川芸術劇場 他）- 小林芳雄 役
- ブロードウェイ・ミュージカル「ウエスト・サイド・ストーリー」Season1（2019年11月 - 2020年1月、IHIステージアラウンド東京）- ベルナルド 役
- ミュージカル「ボディガード」日本キャスト版（2020年3月 - 4月、梅田芸術劇場メインホール、東急シアターオーブ）- サイ・スペクター 役
- ミュージカル「四月は君の嘘」（2020年7月 - 8月、東京建物 Brillia HALL 他）- 渡亮太 役　全公演中止
  - ミュージカル「四月は君の嘘」（2022年5月7日 - 7月3日、日生劇場 他）[20]
- STAGE GATE VRシアターvol.1「Defiled-ディファイルド-」（2020年7月、DDD青山クロスシアター）- ハリー・メンデルソン 役
- プレミア音楽朗読劇「VOICARION IX 帝国声歌舞伎 信長の犬」（2020年9月10日 - 12日、帝国劇場）- 太田資正 役
- ミュージカル「35MM: A MUSICAL EXHIBITION」（2020年10月31日・11月1日、赤坂ACTシアター）[21]
- ミュージカル「Count Down My Life」（2020年11月27日 - 29日、 中目黒キンケロシアター）- 主演
- 「東京原子核クラブ」（2021年1月10日 - 17日、 本多劇場）- 主演・友田晋一郎 役[22]
- ミュージカル「ゴースト」（2021年3月、シアタークリエ）- カール 役
- 朗読劇 恋を読む inクリエ『逃げるは恥だが役に立つ』（2021年8月14日、シアタークリエ） - 風見涼太 役[23]
- ミュージカル「The Last 5 Years」 (2021年6月28日 - 7月21日、オルタナティブシアター / 7月22日 - 25日 COOL JAPAN PARK OSAKA TTホール) - ジェイミー 役
- ロック☆オペラ「ザ・パンデモニアム・ロック・ ショー～The Pandemonium Rock Show～」（2021年9月18日- 10月11日、東京/大阪） - 山下勝也 役
- 「冬のライオン」（2022年2月26日 - 3月15日、東京芸術劇場プレイハウス）- フィリップ 役
- ミュージカル「ダブル・トラブル」（2022年12月23日 - 2023年1月22日、自由劇場）- ボビー 役
- ブレイキング・ザ・コード（2023年4月1日 - 23日、シアタートラム） - ロン・ミラー 役[24]
- ミュージカル「ボディガード」（2024年2月18日 - 4月7日、東急シアターオーブ 他） - サイ・スペクター 役
- ミュージカル「ロミオ&ジュリエット」（2024年5月16日 - 7月15日、新国立劇場 中劇場 他） - ティボルト 役（Wキャスト）[25]
- ロボット（2024年11月18日 - 12月1日、シアタートラム / 12月14日・15日、兵庫県立芸術文化センター 阪急中ホール） - アルキスト 役[26]
- ミュージカル「ウェイトレス」（2025年4月 - 5月、日生劇場 他）- アール・ハンターソン 役[27]
- ミュージカル「マリー・キュリー」（2025年10月25日 - 11月9日〈予定〉、天王洲 銀河劇場 / 11月28日 - 30日〈予定〉、梅田芸術劇場 シアター・ドラマシティ） - ルーベン 役[28]

### イベント
- Amuse presents 「THE GAME 〜Boy's Film Show〜」（2009年8月）
  - Amuse presents 「THE GAME 〜Boy's Film Show〜」（2010年8月）
- Amuse presents SUPER ハンサム LIVE
  - Amuse presents 「SUPER ハンサム LIVE 2009 ♂男 da 男!!♂」 （2009年12月）
  - Amuse presents 「SUPER ハンサム LIVE 2010」 （2010年12月）
  - Amuse presents 「SUPER ハンサム LIVE 2011」 （2011年12月）
  - Amuse presents 「SUPER ハンサム LIVE 2012」 （2012年12月）
  - Amuse presents 「SUPER ハンサム LIVE 2013」 （2013年12月）
  - Amuse Presents 「SUPER ハンサム LIVE 2014 EVER LASTING SHOW」（2014年12月）
  - Amuse Presents「HANDSOME FESTIVAL 2016」（2016年12月）
  - 15th Anniversary SUPER HANDSOME LIVE「JUMP↑ with YOU」（2020年2月） - 15th Anniversary Guest
  - Amuse Presents SUPER HANDSOME LIVE 2022「ROCK YOU! ROCK ME!!」（2022年12月）
  - Amuse Presents SUPER HANDSOME LIVE 2024「WE AHHHHH!」（2024年3月）
- 水田航生 Anniversaryイベント（2011年1月）
- 水田航生 Special Event “I'm Home!”（2013年3月）
- 「地球ゴージャス20th Anniversary Gala Concert」（2015年3月）
- 「Act Against AIDS 2016 THE VARIETY 24 〜魂の俳優大熱唱！助けてミュージシャン！〜」（2016年12月）
  - 「Act Against AIDS 2018 THE VARIETY 26〜遂に！俳優だけの武道館ライブ！！...大丈夫なのか〜〜！？〜」（2018年12月）
- 3LDK Presents「MUSICAL SHOWCASE」（2017年10月）
  - 3LDK presents「MUSICAL SHOWCASE 2nd」（2019年3月）
- 「3LDK DVD＆カレンダー発売記念イベント」（2017年12月）
- 「諧謔的見地 書籍販売記念イベント」（2018年1月）
- 中島みゆきリスペクトライブ「歌縁」2019 （2019年3月）

### ミュージック・ビデオ
- シャカラビッツ 「シルク」
- MIHIRO 〜マイロ〜 「Baby I Love You」
- 柚希礼音「Maybe If...」（2016年）[29]

### 雑誌
- ニコラ （メンズモデル）

### CM
- コカ・コーラ AQUARIUS「Olympic in the Bottle」篇（2008年）
- ソフトバンク 白戸家「3年犬組」篇（2008年）

### Web CM
- コカ・コーラ「ヨーグルスタンド」（2016年）

### その他
- 恋チョコ 「甘男子〜あまだん〜アナザーストーリー　メロドラマ編・西部劇編」 - 一之瀬広海 役
- 松島庄汰×水田航生 HARUTABI 〜春なので、旅に出ます。〜（2011年、アミューズモバイル限定ムービー）
- 松島庄汰×水田航生 AKITABI 〜秋なので、旅に出ます。〜（2011年、アミューズモバイル限定ムービー）
- 松島庄汰×水田航生 NATSUTABI in 箱根（2018年、アミューズモバイル限定ムービー）
- 『3LDK SPECIAL LIVE-UNLOCK-』（2020年8月、無観客配信ライブ）[30]

## 書籍
- 水田航生 1st PHOTO BOOK「Live」（2019年12月20日、ワニブックス）ISBN 978-4-8470-8246-7[31]